# Xanthostemon bracteatus
Xanthostemon bracteatus là một loài thực vật có hoa trong Họ Đào kim nương. Loài này được Merr. miêu tả khoa học đầu tiên năm 1917.